# 霍羅斯托克
50°25′49″N 26°51′14″E / 50.43028°N 26.85389°E
霍羅斯托克（烏克蘭語：Хоросток），是烏克蘭西部的村莊，隸屬赫梅利尼茨基州的舍佩蒂夫卡區。該村面積2.2平方公里，海拔高度223米，2001年人口454，人口密度每平方公里206.4人。